# Port Ainé
Port Ainé est une station de sports d'hiver des Pyrénées espagnoles située dans la province de Lleida en Catalogne.

## Géographie
Port Ainé, jeune station de la comarque de Pallars Sobirà (Catalogne), à côté du parc national d'Aiguestortes, est un important site sportif espagnol. Elle se situe juste au-dessous du pic de l’Orri, à 2 440 m d’altitude. Les pistes convergent vers une zone centrale où l'on retrouve une cafétéria, ce qui en fait une station adéquate pour le ski en famille car on ne s'y perd que difficilement. Son emplacement sur le versant nord est propice à un bon enneigement pendant tout l'hiver.

## Cyclisme
La station a accueilli à plusieurs reprises des arrivées du Tour de Catalogne cycliste, une course par étapes de début de saison.
| Édition | Étape                                             | Vainqueur de l'étape | Leader du classement général à l’arrivée de l’étape |
| ------- | ------------------------------------------------- | -------------------- | --------------------------------------------------- |
| 2013    | 4e étape (Llanars - Port Ainé)                    | Dan Martin           | Dan Martin                                          |
| 2016    | 4e étape (Bagà - Port Ainé)                       | Thomas De Gendt      | Nairo Quintana                                      |
| 2021    | 4e étape (Ripoll - Port Ainé)                     | Esteban Chaves       | Adam Yates                                          |
| 2024    | 2e étape (Sant Joan de les Abadesses - Port Ainé) | Tadej Pogačar        | Tadej Pogačar                                       |